# Indian Hills, Kentucky
Indian Hills är en stad (city) vid Ohiofloden i Jefferson County i delstaten Kentucky, USA. 2010 hade staden 2 868 invånare.